# The Mob Rules (chanson)
Pour les articles homonymes, voir Mob Rules (homonymie).
The Mob Rules est le 19e single du groupe de heavy metal Black Sabbath. Cette chanson apparaît dans l'album Mob Rules.

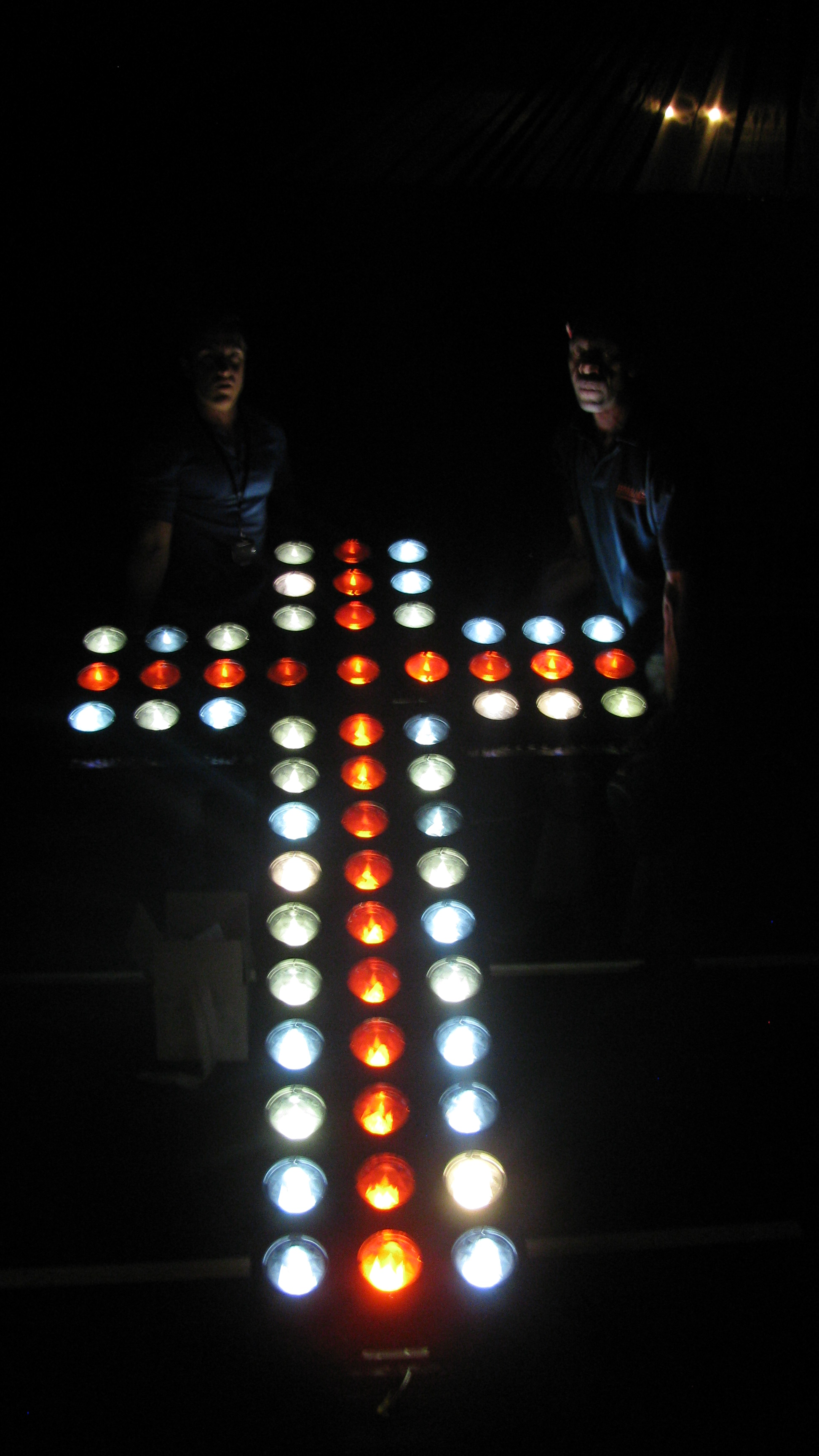
Croix de Black Sabbath utilisée lors de la tournée mondiale Mob Rules en 1981-1982.

En 2021, le groupe sort une réédition de l'album Mob Rules avec la chanson The Mob Rules issue d’un concert inédit du 22 avril 1982 dans le  Memorial Coliseum à Portland dans l'Oregon. Dans le CD bonus se trouve un mix inédit de la chanson ainsi que le reste de ce concert inédit,. 